# Мырзабекова, Турсын Мырзабеккызы
Турсын Мырзабеккызы Мырзабекова (1914—1996) — советский и казахский педагог. Кандидат исторических наук, доцент, заслуженный учитель Казахской ССР, награждена орденами Красного знамени, «Знак Почета», многими медалями.

## Биография
Родилась в г. Верный.
После окончания средней школы поступила в Казахский педагогический институт.
В 1933 году работала в городе Балхаше народного образования методистом. В 1934—1935 годы в Караганде — преподавателем истории, с 1936 года — заведующей дошкольного отдела алматинского городского отдела народного образования.
С сентября 1938 года по 1945 год преподавала, была назначена директором средней школы в Шымкенте, работала в Областном отделе народного образования, заместителем председателя городского исполнительного комитета.
С 13 сентября 1945 года назначена директором Казахского государственного женского педагогического института.
Уделяла большое внимание формированию профессорско-преподавательского состава, привлекла на работу в институт известных ученых: М.Сатпаев, О.Жаутыков, Н.Сауранбаев, А.Тургынбаев, В.Есенгалиева, Х.Махмутов, С.Толыбаев, Х.Жуманов и др., которые прошли обучение в Институте, прочли лекции для девочек, таких как великий казахский писатель Мухтар Ауэзов, академик Академии наук КазССР Толеген Тажибаев, Гарифолла Курмангалиев, Ахмет Жубанов, Алькей Маргулан. Создала все условия для всестороннего обучения студентов.
Т. Мырзабекова работала ректором института 14 лет. Благодаря своему большому организаторскому и педагогическому таланту решала самые сложные вопросы, была требовательной как к коллегам, так и студентам, за что снискала с их стороны почет и уважение.